# Tecido conjuntivo mucoso
O tecido conjuntivo mucoso é composto basicamente de fibroblastos e é de consistência gelatinosa graças a predominância de ácido hialurônico com muito poucas fibras. O tecido mucoso é o principal componente do cordão umbilical (Geleia de Wharton) mantendo a nutrição das células, e da polpa jovem dos dentes.
Juntamente com o mesênquima, forma o tecido conjuntivo embrionário.